# Christoph Meil

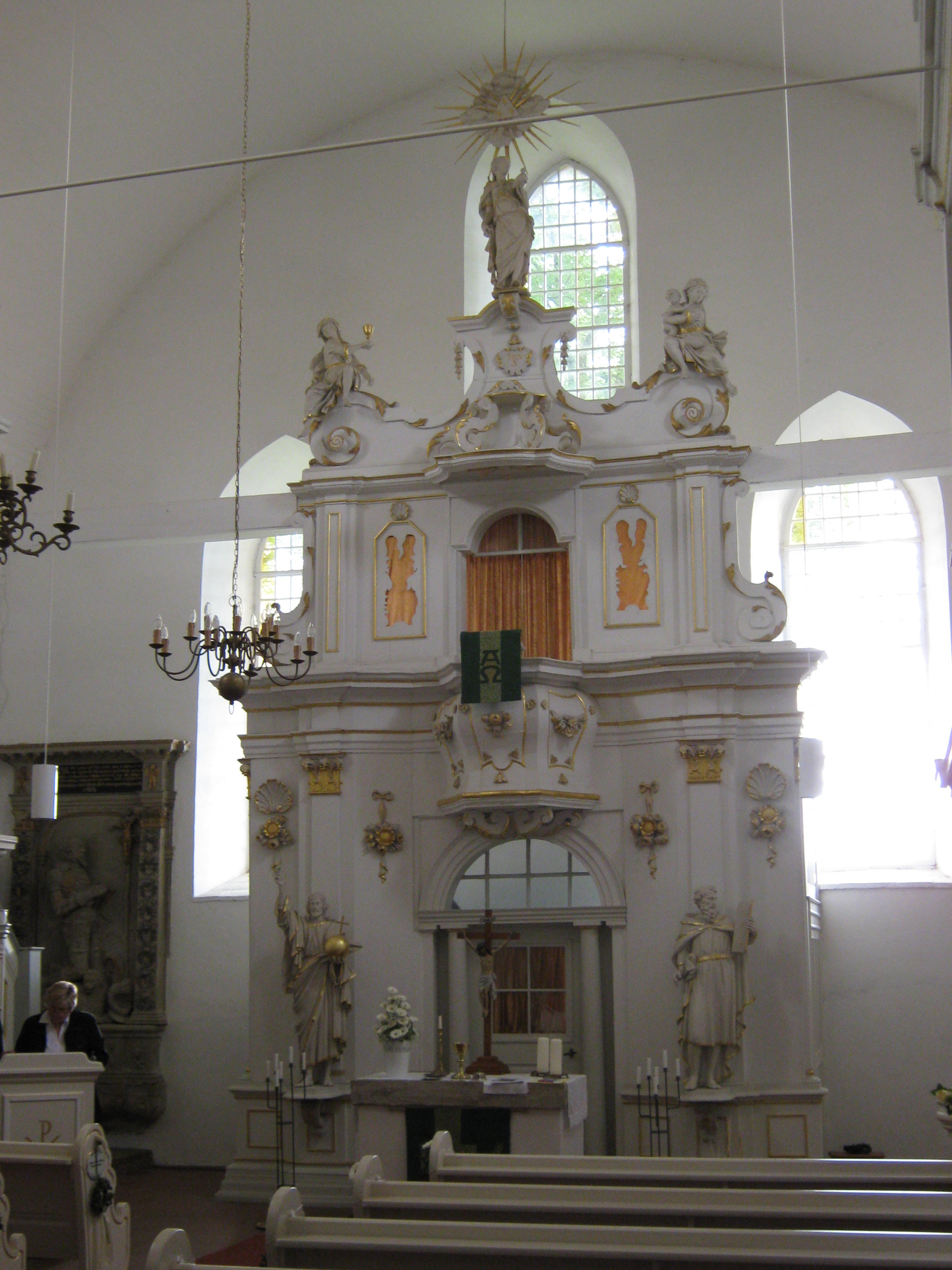
Altar in der Kirche St. Bartholomäi in Dornheim

Christoph Meil (1659–1726) war ein Bildhauer. Er stammte ursprünglich aus dem Mansfeldischen. Er war seit 1684 Schwarzburgischer Hofbildhauer in Arnstadt. Sein Sohn Heinrich Christoph Meil führte die Werkstatt in Arnstadt mit zu dessen Tod 1738 weiter. Im Rechnungsjahr 1693/94 wurde die letzte Besoldung Meils in den Rechnungsbüchern nachgewiesen.

## Werke (Auswahl)
- 1701–1703 Prospekt für die von Johann Friedrich Wender gebaute Orgel in  der Johann-Sebastian-Bach-Kirche in Arnstadt[3][4]
- 1706 Erweiterung von St. Gregorius in Alkersleben

- 1724 Einbau einer Kirchenkanzel in St. Bartholomäi in Dornheim[5]